# Длиннорылая деания
Длиннорылая деания (лат. Deania quadrispinosa) — редкий и малоизученный вид хрящевых рыб рода деаний семейства короткошипых акул отряда катранообразных. Эти глубоководные акулы были обнаружены в ограниченных областях юго-восточной Атлантике, западной части Индийского океана и центрально-западной и юго=восточной части Тихого океана на глубине до 1360 м. Размножаются яйцеживорождением. Максимальная зарегистрированная длина 115 см.

## Таксономия
Впервые вид научно описан в 1915 году австралийским биологом Аланом Риверстоуном МакКаллохом. Название семейства и происходит от слов греч. κεντρωτός — «утыканный шипами» и греч. φορούν — «носить». Род назван в честь ихтиолога и исследователя Б.Дина, а видовое название происходит от слов лат. quadri — «четыре» и лат. spinosus — «колючий». Голотип утрачен. 

## Ареал
В юго-восточной Атлантике длиннорылые деании встречаются у берегов Намибии и ЮАР (Северо-капская и Западно-капская провинции). В западной части Индийского океана они обитают у побережья Восточно-капской провинции, на юге Мозамбика, на территории подводного горного массива в водах южного Мадагаскара. В центрально-западной и юго-западной частях Тихого океана они попадаются у берегов Австралии (Западная Австралия, Южная Австралия, Виктория, Тасмания, Новый Южный Уэльс, и Южный Квинсленд),  Новой Зеландии и на глубоководье между Новой Зеландией Квинслендом и Новой Каледонией, островами Норфолк, Луайоте и Вануату. Их ареал расположен между 9° с.ш. — 54° ю.ш. и 12° в.ш. — 172° з.ш. Эти акулы держатся в внешнем крае континентального шельфа и  верхней части материкового и островного склона на глубине от 150 до 1360 м. У берегов Австралии длиннорылые деании чаще встречаются на глубине от 400 до 820 м.

## Описание
У длиннорылых деаний вытянутое тело и очень длинное рыло. Два спинных плавника оснащены рифлёными шипами. Нижние зубы крупнее верхних. Латеральные и субкаудальные кили и прекаудальная выемка на хвостовом стебле отсутствуют. Анальный плавник отсутствует. Глаза крупные, овальные, вытянуты по горизонтали. Позади глаз имеются брызгальца. Хвостовой плавник асимметричный, у края верхней лопасти имеется вентральная выемка. Нижняя лопасть развита слабо. Грудные плавники небольшие и закруглённые. Тело покрыто крупными вилообразными плакоидными чешуйками длиной около 75 мм. Первый спинной плавник короткий и высокий. Спинные плавники примерно равны по размеру. Расстояние от основания шипа до свободного кончика первого спинного плавника меньше, чем расстояние от свободного кончика первого спинного плавника до основания шипа второго спинного плавника. Окрас тёмно-коричневого цвета.
Максимальная зарегистрированная длина составляет 115 см.

## Биология
Длиннорылые деании размножаются яйцеживорождением. Самки достигают половой зрелости при длине от 85 до 100 см, а самцы при длине от 80 до 90 см. В помёте от 5 до 17 детёнышей (в среднем 10) длиной около 25 см. Беременность длительная, цикл размножения двух- или трёхгодичный с периодом отдыха между беременностями. Рацион состоит из костистых рыб.

## Взаимодействие с человеком
В качестве прилова они попадаются при в глубоководном коммерческом рыбном промысле. Пойманных акул выбрасывают за борт. Международный союз охраны природы присвоил этому виду статус сохранности «Близкий к уязвимому положению».